# (14996) 1997 VY2
(14996) 1997 VY2 là một tiểu hành tinh vành đai chính. Nó được phát hiện bởi Atsushi Sugie ở Dynic Astronomical Observatory Nhật Bản, ngày 5 tháng 11 năm 1997.